# 웨일스 변경

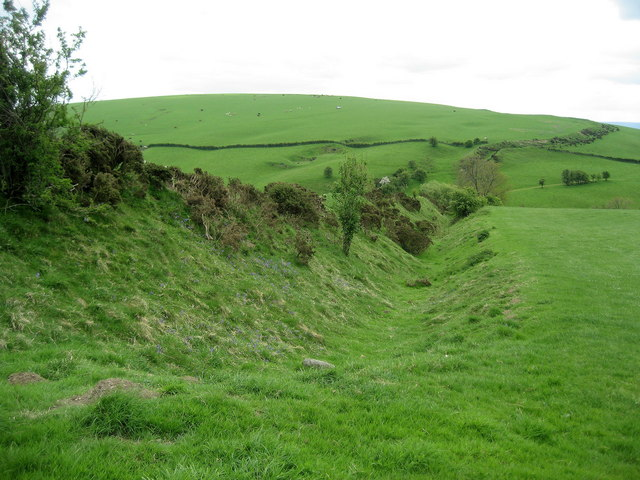
슈롭셔의 오파 제방. 8세기에 색슨인이 이 일대를 정복하고 세운 토성이다.

웨일스 변경(라틴어: Marchia Walliae 마르키아 왈리아이[*], 영어: Welsh March 웰시 마치[*], 웨일스어: Y Mers 어 메르스)은 잉글랜드와 웨일스 사이의 변경지대를 뭉뚱그려 가리키는 표현이다. 그 정확한 의미는 시대에 따라 달라졌다.
중세에 웨일스 변경이란 잉글랜드 왕국이 웨일스 국경지대에 지정한 변경들을 말했다. 웨일스 변경들의 영주들은 국경방어의 임무를 맡는 대신 어느 정도 국왕에게서 독립적인 권한을 누렸다. 근현대에 "웨일스 변경"이란 웨일스와 닿아있는 슈롭셔와 헤리퍼드셔 같은 곳을 가리키는 말이다. 하지만 중세의 웨일스 변경들은 오늘날의 슈롭셔와 헤리퍼드셔뿐 아니라 체셔, 우스터셔, 글로스터셔에도 존재했다.